# 沙穆亚克
沙穆亚克（法語：Chamouillac，法語發音：[ʃamujak]）是法国滨海夏朗德省的一个市镇，位于该省东南部，属于容扎克区。

## 地理
沙穆亚克（45°18'48"N, 0°27'57"W）面积8.19 平方千米，位于法国新阿基坦大区滨海夏朗德省，该省份为法国西部滨海省份，北起旺代省，西临大西洋，南至吉倫特省，东南接多爾多涅省，东北接德塞夫勒省接壤，东临夏朗德省。
与沙穆亚克接壤的市镇（或旧市镇、城区）包括：库皮尼亚克、库村、鲁菲尼亚克、苏梅拉、瓦勒德利韦讷。

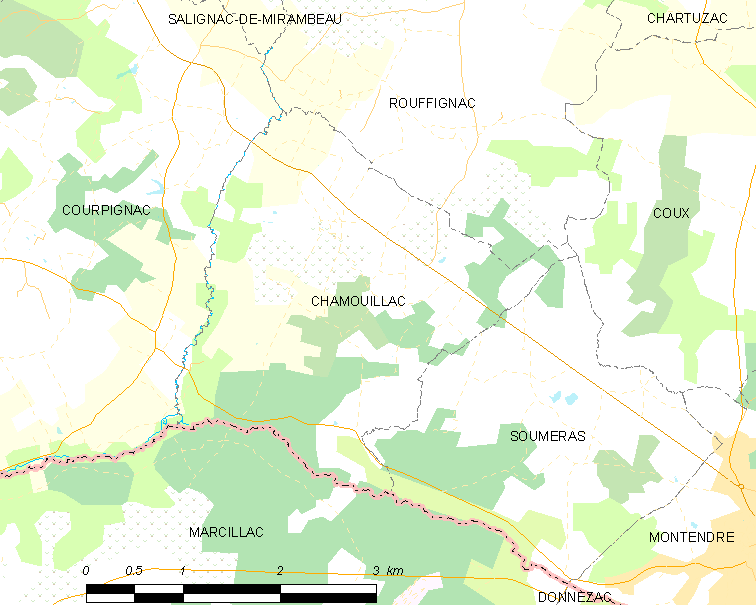
沙穆亚克的OSM定位图

沙穆亚克的时区为UTC+01:00、UTC+02:00（夏令时）。

## 行政
沙穆亚克的邮政编码为17130，INSEE市镇编码为17081。

## 政治
沙穆亚克所属的省级选区为三山县。

## 人口

1962-2008年间沙穆亚克人口变化图示

沙穆亚克于2022年1月1日时的人口数量为369人。